# NGC 6052
NGC 6052 (NGC 6064) é uma galáxia espiral (E) localizada na direcção da constelação de Hercules. Possui uma declinação de +20° 32' 32" e uma ascensão recta de 16 horas, 05 minutos e 13,0 segundos.
A galáxia NGC 6052 foi descoberta em 11 de junho de 1784 por William Herschel.